# Eiphosoma porrax
Eiphosoma porrax là một loài tò vò trong họ Ichneumonidae.